# Jewgeni Wassiljewitsch Tschernyschow
Jewgeni Wassiljewitsch Tschernyschow (russisch Евгений Васильевич Чернышёв; * 22. Februar 1947 in Proletarski, Oblast Moskau) ist ein ehemaliger sowjetisch-russischer Handballtrainer und Handballspieler.

## Karriere
Jewgeni Wassiljewitsch Tschernyschow studierte am Militärischen Institut für Körperkultur in Leningrad. Er spielte für die sowjetische Armeegruppe in der Deutschen Demokratischen Republik, für die Südgruppe der Streitkräfte und den Armeeklub ZSKA Moskau. Mit ZSKA gewann er 1973, 1976, 1977, 1978, 1979, 1980, 1982 und 1983 die sowjetische Meisterschaft. Im Europapokal der Landesmeister 1976/77 unterlag das Team im Endspiel gegen Steaua Bukarest mit 20:21. Im Europapokal der Landesmeister 1982/83 scheiterte man in den Finalspielen nach einer 15:19-Heimniederlage und einem 14:13-Sieg im Rückspiel am VfL Gummersbach.
1975 und 1979 siegte er bei der Völker-Spartakiade.
Mit der sowjetischen Nationalmannschaft gewann Tschernyschow bei den Olympischen Spielen 1976 die Goldmedaille. In Montreal warf er 16 Treffer in sechs Partien. Für diesen Erfolg erhielt er die Auszeichnung Verdienter Meister des Sports der UdSSR. bei der Weltmeisterschaft 1978 gewann er mit der Team die Silbermedaille. Bei den Olympischen Spielen 1980 in Moskau blieb er  in sechs Spielen ohne Torerfolg und gewann mit der Auswahl die Silbermedaille. Insgesamt bestritt er 133 Länderspiele, in denen er 165 Tore erzielte.
Von 1991 bis 1994 war er Trainer der Streitkräfte.
Tschernyschow ist Vorsitzender des Veteranenrats der Russischen Handballunion und des Veteranenrats des Moskauer Handballs sowie Vorsitzender des ZSKA-Veteranenrats für Sport. Er wurde zweimal mit dem Ehrenorden („Знак Почёта“) ausgezeichnet.
Seine Ehefrau Ljudmila Tschernyschowa wurde bei den Olympischen Spielen 1980 Olympiasiegerin im Volleyball.